# Al-Arabi Sports Club
Ne pas confondre avec Al Arabi Sporting Club, club koweïtien de football
Maillots
Al-Arabi Sports Club (en arabe : النادي العربي الرياضي), plus couramment abrégé en Al-Arabi, est un club qatari de football fondé en 1972 et basé à Doha, la capitale du pays.

## Historique
Le club naît en 1972 de la fusion de Tahreer et de Al-Wahda.
Dans les années 2010, le club est accusé de ne pas respecter les contrats signés avec des joueurs, n'hésitant pas à mettre une pression psychologique, à refuser une lettre de sortie du territoire du Qatar et à ne pas verser les salaires dus. C'est notamment le cas pour Youssouf Hadji, qui déclare que de nombreux joueurs non-qataris souffrent de cette situation mais n'osent pas en parler. Houssine Kharja subit le même sort et a saisi la FIFA.

## Palmarès
| Compétitions nationales | Compétitions internationales |
| - Championnat du Qatar (7) : - Champion : 1982-83, 1984-85, 1990-91, 1992-93, 1993-94, 1995-96, 1996-97 - Vice-champion : 2000-01, 2022-2023 - Coupe du Qatar (9) : - Vainqueur : 1977-78, 1978-79, 1979-80, 1982-83, 1983-84, 1988-89, 1989-90, 1992-93 et 2022-23 - Finaliste : 1975-76, 1985-86 et 1993-94 - Coupe Crown Prince de Qatar (1) : - Vainqueur : 1997 - Finaliste : 1995, 1998, 2001, 2010 et 2011 - Coupe Sheikh Jassem du Qatar (7) : - Vainqueur : 1980, 1982, 1994, 2008, 2010, 2011 et 2024. | - Ligue des champions de l'AFC : - Finaliste : 1993-94 - Ligue des champions arabes : - Finaliste : 1992 - Coupe du golfe des clubs champions : - Finaliste : 1986 |

## Personnalités du club

### Entraîneurs du club
Le tableau suivant présente la liste des entraîneurs du club depuis 1972.
| Rang | Nom                   | Période   |
| ---- | --------------------- | --------- |
| 1    | Salah Daf'allah       | 1972      |
| 2    | ?                     | 1972-1975 |
| 3    | Wagdi Jamal           | 1975-1976 |
| 4    | Jaber Yusif Al-Jassim | 1976–1978 |
| 5    | Abdul Ameer Zainal    | 1978      |
| 6    | Silas                 | 1978-1980 |
| 7    | Hassan Mokhtar        | 1980      |
| 8    | Procópio Cardoso      | 1981-1983 |
| 9    | João Francisco        | 1983-1984 |
| 10   | Sebastião             | 1984      |
| 11   | Cabralzinho           | 1984-1986 |
| 12   | Sebastião             | 1986-?    |
| 13   | Joseph Bowie          | 1988-1989 |
| 14   | Luis Alberto          | 1989-1991 |
| 15   | Oswaldo de Oliveira   | 1991-1992 |
| 16   | Zé Mario              | 1992      |
| 17   | Colin Addison         | 1992-1993 |
| 18   | Zé Mario              | 1993      |
| 19   | René Simões           | 1993-1994 |
| 20   | Oswaldo de Oliveira   | 1994-1995 |
| 21   | Akram Salman          | 1995-1996 |

| Rang | Nom                     | Période              |
| ---- | ----------------------- | -------------------- |
| 22   | Abdullah Saad           | 1996                 |
| 23   | Džemaludin Mušović      | 1996-1997            |
| 24   | Ernst                   | 1997-1998            |
| 25   | Ferdinando Teixeira     | 1998                 |
| 26   | Abdullah Saad           | 1998                 |
| 27   | Ednaldo Patricio        | 1998                 |
| 28   | Anatoliy Azarenkov      | 1998-1999            |
| 29   | José Paulo Rubim        | 1999                 |
| 30   | Ednaldo Patricio        | 1999                 |
| 31   | Roald Poulsen           | 1999                 |
| 32   | Fuad Muzurović          | 1999                 |
| 33   | Abdullah Saad           | 1999-2000            |
| 34   | Luis Santibáñez         | 2000                 |
| 35   | Adnan Dirjal            | 2000-2001            |
| 36   | Procópio Cardoso        | 2001                 |
| 37   | Abdullah Saad (intérim) | 2001-2002            |
| 38   | Slobodan Santrač        | 2002-2003            |
| 39   | Carlos Roberto Pereira  | 2003                 |
| 40   | Cabralzinho             | juil. 2003-nov. 2003 |
| 41   | Wolfgang Sidka          | nov. 2003-juin 2005  |
| 42   | Ilie Balaci             | juin 2005-juil. 2006 |

| Rang | Nom                        | Période                |
| ---- | -------------------------- | ---------------------- |
| 43   | Henri Michel               | juil. 2006-oct. 2006   |
| 44   | Abdullah Saad (intérim)    | oct. 2006-nov. 2006    |
| 45   | Srećko Juričić             | nov. 2006-déc. 2006    |
| 46   | José Romão                 | févr. 2007-mars 2008   |
| 47   | Adilson Fernandes          | mars 2008-avr. 2008    |
| 48   | Zé Mario                   | juil. 2008-déc. 2008   |
| 49   | Luiz Carlos (intérim)      | déc. 2008-janv. 2009   |
| 50   | Uli Stielike               | janv. 2009-juin 2010   |
| 51   | Péricles Chamusca          | juil. 2010-juin 2011   |
| 52   | Paulo Silas                | juin 2011-janv. 2012   |
| 53   | Abdullah Saad (intérim)    | janv. 2012-mars 2012   |
| 54   | Pierre Lechantre           | mars 2012-sept. 2012   |
| 55   | Abdelaziz Bennij (intérim) | sept. 2012-oct. 2012   |
| 56   | Hassan Shehata             | oct. 2012-déc. 2012    |
| 57   | Abdelaziz Bennij           | déc. 2012-juin 2013    |
| 58   | Uli Stielike               | juin 2013-févr. 2014   |
| 59   | Paulo César Gusmão         | févr. 2014-juin 2014   |
| 60   | Dan Petrescu               | juin 2014-déc. 2014    |
| 61   | Daniel Carreño             | déc. 2014-juin. 2015   |
| 62   | Gianfranco Zola            | juil. 2015- juin. 2016 |
| 63   | Gerardo Pelusso            | juin 2016-             |
| 64   | Heimir Hallgrimsson        | déc. 2018-             |

### Joueurs emblématiques
- 🇹🇳 Youssef Msakni

- Bassim Abbas
- Tony Popović
- Bouchaib El Moubarki
- Houssine Kharja
- Lakhdar Belloumi
- Dennis Oliech
- Taribo West
- Jérémie Njock
- Stefan Effenberg
- Blaise Nkufo
- Fabijan Cipot
- João Tomás
- Giuseppe Signori
- Gabriel Batistuta
- Claudio Caniggia
- Leonardo Pisculichi
- Iván Hurtado
- Rod Fanni
- Marco Verratti

## Évolution du blason

fin des années 1990 - début des années 2000
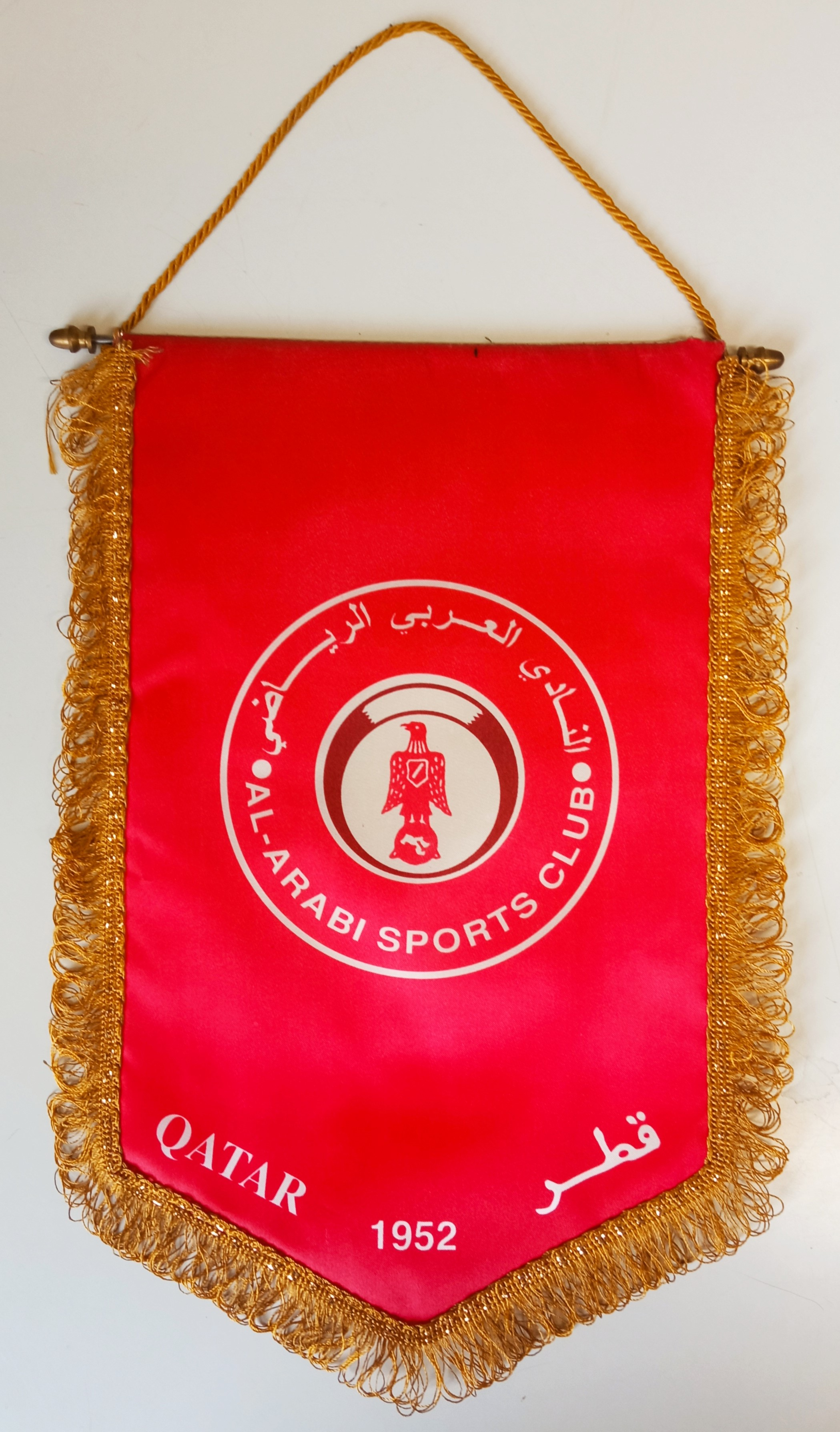
Fanion de l'Al-Arabi SC
Ancien blason
Blason actuel